# Луи Блерио
Луѝ Блерио̀ (на френски: Louis Blériot) (Камбре, 1 юли 1872 г. – Париж, 1 август 1936 г.) е национален герой на Франция. Като пионер в създаването на самолети и като първия авиатор, преодолял пролива Ла Манш, през 1909 г. Блерио доказва, че самолетът не е само средство за атракция и развлечение, а ново непознато средство за транспорт.

## Биография
Луи Блерио е инженер, дипломирал се през 1895 г. в L'école centrale Paris в Париж. Започва с производство и търговия на автомобилни фарове. Финансово обезпечен като фабрикант, той се отдава на страстта си да строи апарати за летене, по-тежки от въздуха. Както всички конструктори в края на XIX и началото на XX век, уредите за летене имитират строежа и полета на птиците. Построеният от него орнитоптер с махащи крила не е успешен експеримент. С Габриел Воазен създават фирмата „Блерио – Воазен“ за строителство на безмоторни самолети, но след 1906 г. се разделят и всеки от тях организира собствено проектиране и производство на самолети.
При строенето на апарати с двигатели с вътрешно горене Блерио не ползва опита на братя Райт. Той приема друга схема и разработваните от него летателни апарати след модел „Блерио V“ са с всички белези на съвременните самолети. Те са моноплани с предно разположен двигател и с „теглещо витло“. Хоризонталният и вертикалният стабилизатор и органите им за управление са разположени отзад, а тялото е удължено, за да се обезпечи по-добра попътна устойчивост. Колесникът е триопорен с опашно колело, изпълнен с пневматични гуми и е с гумени амортисьори. За разлика от разработваните в Германия, Англия и САЩ двуплощници именно самолетът на Блерио доказва перспективността на избраната от него схема.

### Конструктор
Построените от Луи Блерио летателни апарати са експерименти, неподчинени на само една концепция, както при братя Райт, а в непрекъснато търсене на нова конструкция и технически решения с по-добри пилотажни характеристики.
- Орнитоптер с махащи крила (1901 г.)
- „Блерио IV“ – самолет биплан;
- „Блерио V“ – самолет с крила и управление тип „патица“ (1907 г.);
- „Блерио VI“ – моноплан (юни 1907 г.);
- „Блерио VII“ – моноплан с двигател „Антоанет“ – 50 hp и четирилопатен винт (септември 1907 г.);
- „Блерио VIII“ – моноплан, развитие на мод. „VII“ и базов за модел „XI“;
- „Блерио XI“ – моноплан с първи полет на 23 януари 1909 г. С него е извършен историческият полет над Ламанша на 25 юни 1909 г.

След Първата световна война фирмата „Блерио Аеронотик“ разработва и произвежда:
- „Блерио 115“, „Блерио 135“, „Блерио 155“, „Блерио 165“ – експериментални четиримоторни пътнически самолети (1923 – 1926 г.)
- „Блерио 127“ – сериен двумоторен бомбардировач (1926 г.)
- „Блерио 125“ – експериментален двумоторен пътнически самолет (1931 г.)
- „Блерио 5190“ – експериментална летяща лодка.

### Авиатор
През 1908 г. Луи Блерио извършва непрекъснат полет от 14 километра. През 1909 г. единствените подготвени пилоти за полет на Ламанша са французите Луи Блерио и Юбер Латам. На 19 юли същата година от Франция към Англия излита самолет „Антоанет VII“ с пилот Латам, но поради неизправност с двигателя след около 7 мили пада и е спасен от френски военен кораб. На 25 юли в 4:35 ч. Блерио излита със самолет „Блерио XI“ от Кале в посока към Доувър, Англия. След 37-минутен полет каца успешно в Англия. Така, без да поставя какъвто и да е рекорд във височина или скорост на полета с един двигател „Анзани“ с мощност 25 hp, Луи Блерио става най-прочутият пилот в зората на авиацията, национален герой и печели обявената от английския вестник „Дейли Мейл“ награда от 1000 паунда. Този прелет е не само изпит за мъжеството на пионерите на авиацията и сътворените от тях летателни апарати. С него се доказва, че самолетът е ново средство за придвижване и това има широк политически отзвук. Като пример може да се цитира едно изказване на Хърбърт Уелс: „[…] независимо от нашата флота, от военна гледна точка този остров вече не е недостъпен.“
След успеха Блерио прави демонстрационни полети на различни места в Европа за рекламиране на самолета си „Блерио XI“ и на дейността си като организатор на курсове за обучение на пилоти. Той притежава френско пилотско свидетелство № 1. При гостуването си в Истанбул след излитането от плацата на една турска казарма самолетът, без да набере височина, се блъска в комин, от което Блерио е ранен. Неуспехът не го обезкуражава. В откритата школа в Етамп се обучават пилоти от цяла Европа, а по лиценз са произведени 16 разновидности на самолета „Блерио XI“ във Франция, Англия, Русия и САЩ.

### Самолетостроител
През 1903 г. заедно с Габриел Воазен Блерио произвежда безмоторни плъзгачи. Дейността им продължава до 1906 г., когато се разделят и всеки от тях регистрира собствена самолетостроителна фирма. Превъзходството на френските изтребители по времето на Първата световна война се основава на самолетите на Луи Блерио и разработения „Блерио XI Милитер“ с 9-цилиндров ротационен двигател Gnome – 80 hp. То става още по-очевидно с появата на знаменития SPAD VII, построен от Луи Бешеро. За основа служи довоенния самолет „Депердюсен“, създаден от изтъкнатия конструктор Анри Депердюсен и произвеждан в основаната през 1910 г. от него фирма Société de production des aéroplanes Deperdussin („Дружество за производство на апарати „Депердюсен“), съкратено SPAD. Луи Блерио заедно с група предприемачи изкупува фирмата, като я спасява от фалит и запазва абревиатурата SPAD на новата фирма Société pour l'aviation et ses dérivés („Дружество за авиация и нейните отрасли“). Произвежданият SPAD S.VII е биплан с V-образен двигател с водно охлаждане „Испано-Сюиза“ с мощност 150 hp и развива недостигната дотогава скорост от 180 km/h. Съоръжен с една картечница и голям запас от патрони, с него летят знаменитите френски асове по време на Първата световна война Рьоне Пол Фонк, Жорж Гинемер и Шарл Нунжесер. Този самолет и моделите до SPAD S.XIII са произведени в количество около 10 000 броя и са на въоръжение в армиите на всички държави от Антантата.
След войната фирмата Bleriot-SPAD е ликвидирана по икономически съображения и е основана фирмата „Блерио Аеронотик“ за изследване и развитие на гражданското самолетостроене. През 1920 – 1923 г. започва производството на мотоциклети „Блерио“, като се използва опитът от самолетостроенето и наличните производствени мощности. Мотоциклетът е с:
- двигател от 500 куб. см. и странично разположени клапани;
- три скорости и ремъчна трансмисия;
- цяло колело от типа на самолетните и възможност за закачване на кош.

Поради неособен успех производството е преустановено през 1923 г.

## Луи Блерио и българската авиация
Името на Блерио е неразривно свързано със създаването на българската авиация и нейните успехи.
- В школата в град Етамп край Париж през 1912 г. се дипломират първите български летци – офицерите Симеон Петров, Христо Топракчиев и Никифор Богданов.
- Първият самолет на българската авиация е „Блерио XI“ и с такъв самолет е извършен първият полет с български летец на 13 август 1912 г.
- В началото на Балканската война България притежава 23 самолета, от които 10 са тип „Блерио“. До края на войната броят на последните е увеличен до 21, внесени от Франция и Русия, с което стават основният самолет в българската войска.
- За първи път успешно приземяване със спрял двигател извършва поручик Симеон Петров. Методиката за кацане със спрял двигател се включва в програмата на Луи Блерио в школата му за обучение на авиатори.
- Първата жертва, дадена от българската авиация, е поручик Христо Топракчиев, загинал на 19 октомври 1912 г. със самолет „Блерио XI“, руско производство.